# Braslovče
Braslovče (en allemand : Fraßlau) est une commune de Slovénie, située dans la région de Basse-Styrie.

## Géographie

### Villages
La commune est constituée des villages de Dobrovlje, Glinje, Gomilsko, Grajska vas, Kamenče, Letuš, Male Braslovče, Orla vas, Parižlje, Podgorje pri Letušu, Podvrh, Poljče, Preserje, Rakovlje, Spodnje Gorče, Šentrupert, Šmatevž, Topovlje, Trnava, Zakl et Zgornje Gorče.

## Histoire

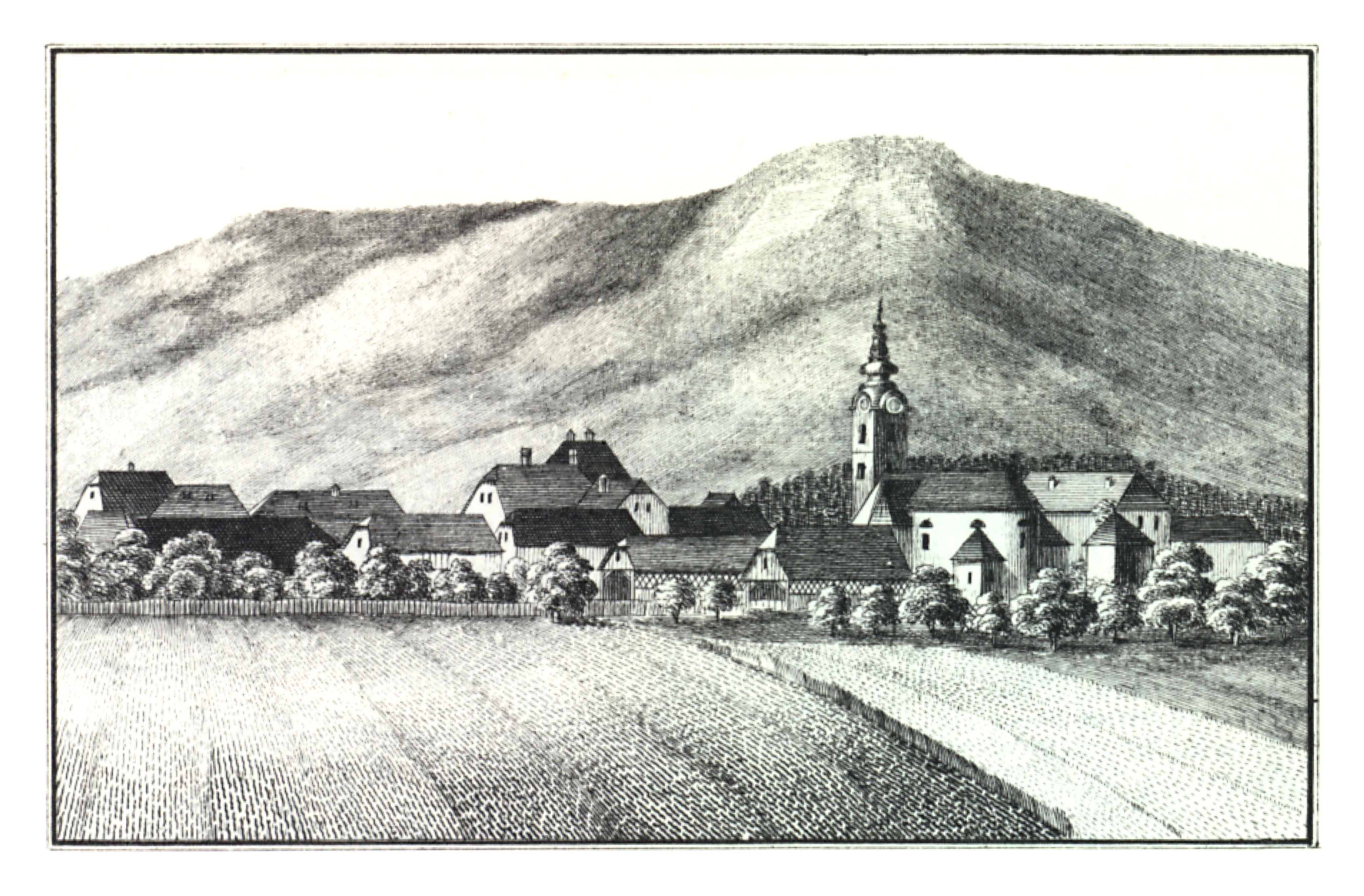
Vue sur Braslovče en Styrie, vers 1825.

Braslovče, située dans la vallée de la Savinja, a été pour la première fois mentionnée en 1140. Lors de la seconde moitié du XIVe siècle, la localité a obtenu le droit de tenir marché par les comtes de Cilley, anciens seigneurs du château de Žovnek (Sanneck) au sud-ouest. L'église dédiée à Marie de l'Assomption a été pour la première fois mentionnée en 1255.
La Seconde Guerre mondiale s’arrêta officiellement en Slovénie en mai 1945 lorsque le commandant des forces armées allemandes Alexander Löhr se rendit dans le village de Letuš.

## Démographie
La population de la commune est assez faible avec environ 5 000 habitants.
Évolution démographique
| 1999  | 2000  | 2001  | 2002  | 2003  | 2004  | 2005  | 2006  | 2007  |
| ----- | ----- | ----- | ----- | ----- | ----- | ----- | ----- | ----- |
| 4 794 | 4 959 | 5 026 | 5 106 | 5 160 | 5 152 | 5 192 | 5 231 | 5 184 |
| 2008  | 2009  | 2010  | 2011  | 2012  | 2013  | 2014  | 2015  | 2016  |
| 5 273 | 5 175 | 5 213 | 5 291 | 5 378 | 5 409 | 5 442 | 5 447 | 5 473 |
| 2017  | 2018  | 2019  | 2020  | 2021  |       |       |       |       |
| 5 556 | 5 524 | 5 523 | 5 639 | 5 656 |       |       |       |       |